# Liste der Auslandsreisen von Bundeskanzler Willy Brandt
Der deutsche Bundeskanzler Willy Brandt hat während seiner Amtszeit vom 21. Oktober 1969 bis zum 7. Mai 1974 folgende offizielle Auslandsreisen durchgeführt.

## Liste der Auslandsbesuche

### 1969
| Datum       | Ort                     | Hauptgrund          | Bild |
| ----------- | ----------------------- | ------------------- | ---- |
| 1. Dezember | Den Haag ( Niederlande) | EWG-Gipfelkonferenz |      |

### 1970
| Datum                      | Ort                                          | Hauptgrund | Bild |
| -------------------------- | -------------------------------------------- | --- | ---- |
| 8.–9. Januar               | Tunis ( Tunesien)                            | Treffen mit Ministerpräsident Bahi Ladgham |      |
| 30.–31. Januar             | Paris ( Frankreich)                          | - Treffen mit Präsident Georges Pompidou - Treffen mit Ministerpräsident Jacques Chaban-Delmas                                                   |      |
| 14. Februar                | Kopenhagen ( Dänemark)                       | Treffen mit Ministerpräsident Jens Otto Krag |      |
| 2.–4. März                 | London ( Vereinigtes Königreich)             | Erhalt der Ehrendoktorwürde der University of Oxford, seine Dankesrede hielt Brandt teils auf Latein                                             |      |
| 19. März                   | Erfurt und Gedenkstätte Buchenwald ( DDR)    | Treffen mit dem Vorsitzenden des Ministerrates Willi Stoph                                                                                       |      |
| 4.–11. April               | El Paso und Washington ( Vereinigte Staaten) | - Treffen mit Präsident Richard Nixon - Besuch in Fort Bliss                                                                                     |      |
| 23.–25. April              | Oslo ( Norwegen)                             | - Treffen mit Ministerpräsident Per Borten und weiteren Regierungsvertretern - Rede vor dem norwegischen Parlaments                              |      |
| 12.–14. Juli               | Rom Italien                                  | - Treffen mit Präsident Giuseppe Saragat - Treffen mit Ministerpräsident Mariano Rumor                                                           |      |
| 14. Juli                   | Vatikanstadt                                 | Privataudienz bei Papst Paul VI. |      |
| 11.–13. August             | Moskau ( Sowjetunion)                        | Unterzeichnung des Moskauer Vertrags |      |
| Ende August – 2. September | Arvika ( Schweden)                           | Zusammen mit dem österreichischen Bundeskanzler Bruno Kreisky und dem SPD-Bundestagsfraktionsvorsitzenden Herbert Wehner, treffen mit Olof Palme |      |
| 23.–25. November           | Rom ( Italien)                               | - Treffen mit Präsident Giuseppe Saragat - Treffen mit Ministerpräsident Emilio Colombo                                                          |      |
| 6.–8. Dezember             | Warschau ( Polen)                            | - Unterzeichnung des Warschauer Vertrags - Kranzniederlegung am Grabmal des unbekannten Soldaten - Besuch der Gedenkstätte Warschauer Ghetto     |      |

### 1971
| Datum               | Ort                                                      | Hauptgrund                                                                                        | Bild |
| ------------------- | -------------------------------------------------------- | ------------------------------------------------------------------------------------------------- | ---- |
| 25.–26. Januar      | Paris ( Frankreich)                                      | Treffen mit Präsident Georges Pompidou                                                            |      |
| 5. Mai              | London ( Vereinigtes Königreich)                         | Laudatio zum 150. Geburtstag der Zeitung The Guardian                                             |      |
| 25.–27. Mai         | Helsinki ( Finnland)                                     | Teilnahme an der Ratskonferenz der Sozialistischen Internationale                                 |      |
| 12.–13. Juni        | Kingston ( Jamaika)                                      | Treffen mit Premierminister Hugh Shearer                                                          |      |
| 13.–18. Juni        | New Haven, Washington und New York ( Vereinigte Staaten) | - Treffen mit Präsident Richard Nixon - Auszeichnung mit der Ehrendoktorwürde der Yale University |      |
| 16.–18. September   | Halbinsel Krim ( Sowjetunion)                            | Treffen mit Leonid Breschnew                                                                      |      |
| 3. und 4. Dezember  | Paris ( Frankreich)                                      | Treffen mit Präsident Georges Pompidou                                                            |      |
| 9. und 11. Dezember | Oslo ( Norwegen)                                         | Entgegennahme des Friedensnobelpreises                                                            |      |
| 11.–12. Dezember    | Stockholm ( Schweden)                                    | Rede in der St.-Nikolai-Kirche                                                                    |      |
| 28.–29. Dezember    | Key Biscayne ( Vereinigte Staaten)                       | Treffen mit Präsident Richard Nixon                                                               |      |

### 1972
| Datum           | Ort                                | Hauptgrund                                                                                      | Bild |
| --------------- | ---------------------------------- | ----------------------------------------------------------------------------------------------- | ---- |
| 10.–11. Februar | Paris ( Frankreich)                | - Treffen mit Präsident Georges Pompidou - Treffen mit Ministerpräsident Jacques Chaban-Delmas  |      |
| 5.–8. März      | Teheran, Isfahan und Charg ( Iran) | Treffen mit Shah Mohammad Reza Pahlavi                                                          |      |
| 20.–22. April   | London ( Vereinigtes Königreich)   | - Treffen mit Königin Elizabeth II. - Treffen mit Premierminister Edward Heath                  |      |
| 13. Mai         | Åbenrå ( Dänemark)                 | Treffen mit Ministerpräsident Jens Otto Krag                                                    |      |
| 23.–25. Mai     | Wien und Eisenstadt ( Österreich)  | - Treffen mit Bundespräsident Franz Jonas - Treffen mit Bundeskanzler Bruno Kreisky             |      |
| 5. Juni         | Boston ( Vereinigte Staaten)       | Rede an der Harvard University anlässlich des 25. Jahrestages der Verkündung des Marshallplanes |      |
| 19. Oktober     | Paris ( Frankreich)                | Teilnahme am Gipfelkonferenz der Staats- und Regierungschefs der Europäischen Gemeinschaft      |      |

### 1973
| Datum                      | Ort                                        | Hauptgrund | Bild |
| -------------------------- | ------------------------------------------ | --- | ---- |
| 22.–23. Januar             | Paris ( Frankreich)                        | Treffen mit Präsident Georges Pompidou |      |
| 7. Februar                 | Brüssel ( Belgien)                         | Treffen mit Ministerpräsident Georges Pompidou |      |
| 16.–19. April              | Belgrad und Brijuni ( Jugoslawien)         | - Treffen mit Präsident Josip Broz Tito - Erstmaliger Besuch eines amtierenden Bundeskanzlers in Jugoslawien                                                |      |
| 29. April – 3. Mai         | Washington ( Vereinigte Staaten)           | - Treffen mit Präsident Richard Nixon - Rede vor dem National Press Club                                                                                    |      |
| 7.–11. Juni                | Lod, Jerusalem und Herzlia ( Israel)       | - Treffen mit Ministerpräsidentin Golda Meir - Besuch der Holocaust-Gedenkstätte Yad Vashem - Erstmaliger Besuch eines amtierenden Bundeskanzlers in Israel |      |
| 23. September – 1. Oktober | New York und Chicago ( Vereinigte Staaten) | Aufnahme der Bundesrepublik Deutschland in die Vereinten Nationen, Rede in Chicago vor dem Council on Foreign Relations                                     |      |
| 6. und 7. Oktober          | Chequers ( Vereinigtes Königreich)         | Treffen mit Premierminister Edward Heath |      |
| 11. und 12. November       | London ( Vereinigtes Königreich)           | - Treffen mit Premierminister Edward Heath - Teilnahme am Parteiführer-Treffen der Sozialistischen Internationale                                           |      |
| 12. und 13. November       | Straßburg ( Frankreich)                    | Erhalt der Ehrendoktorwürde der Universität Straßburg III, Rede vor dem Europäischen Parlament                                                              |      |
| 26. und 27. November       | Paris ( Frankreich)                        | - Treffen mit Präsident Georges Pompidou - Treffen mit Ministerpräsident Pierre Messmer                                                                     |      |
| 11. und 12. Dezember       | Prag ( Tschechoslowakei)                   | - Treffen mit Ministerpräsident Lubomír Štrougal - Unterzeichnung des Prager Vertrag                                                                        |      |
| 14. und 15. Dezember       | Kopenhagen ( Dänemark)                     | Teilnahme am Gipfelkonferenz der Staats- und Regierungschefs der Europäischen Gemeinschaft                                                                  |      |

### 1974
| Datum                                   | Ort                        | Hauptgrund                                                                            | Bild |
| --------------------------------------- | -------------------------- | ------------------------------------------------------------------------------------- | ---- |
| 6. April                                | Paris ( Frankreich)        | Teilnahme an der Trauerfeier für den französischen Staatspräsidenten Georges Pompidou |      |
| 19.–21. April                           | Algier ( Algerien)         | Treffen mit Präsident Houari Boumedienne                                              |      |
| 21.–24. April                           | Kairo und Gizeh ( Ägypten) | Treffen mit Präsident Anwar as-Sadat                                                  |      |
| Brandts Amtszeit endete am 7. Mai 1974. |                            |                                                                                       |      |